# Hans Mair (Künstler)

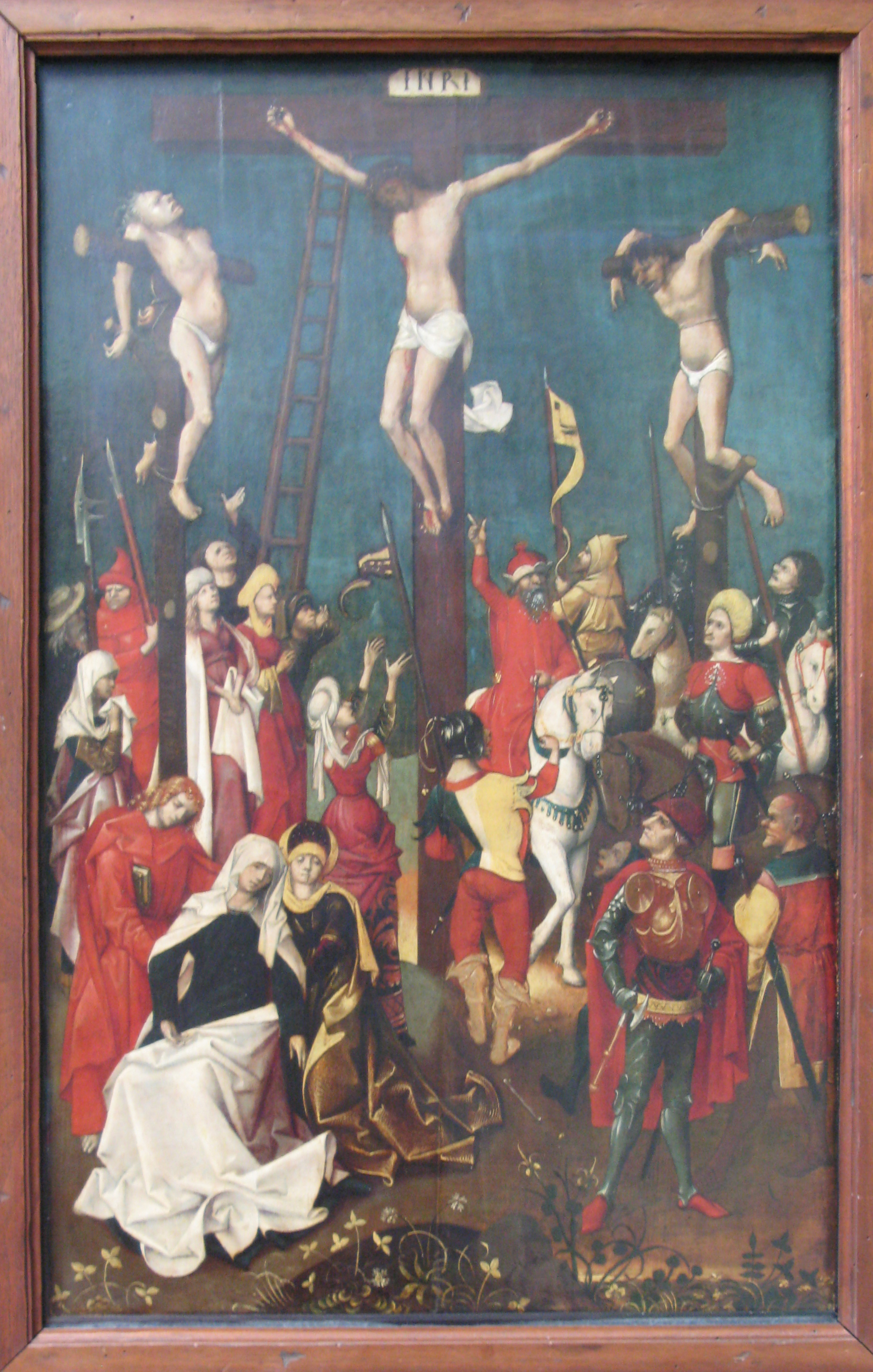
Das Gemälde „Kreuzigung“, gemalt um 1500

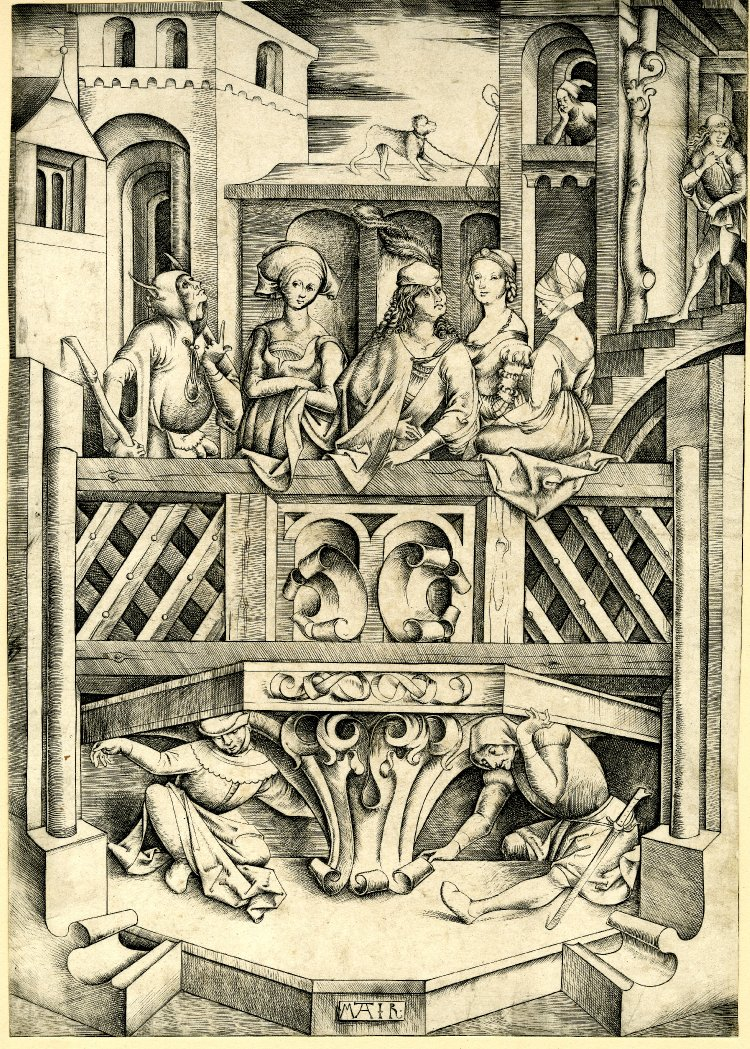
Die Brücke (Kupferstich) bez. 1499

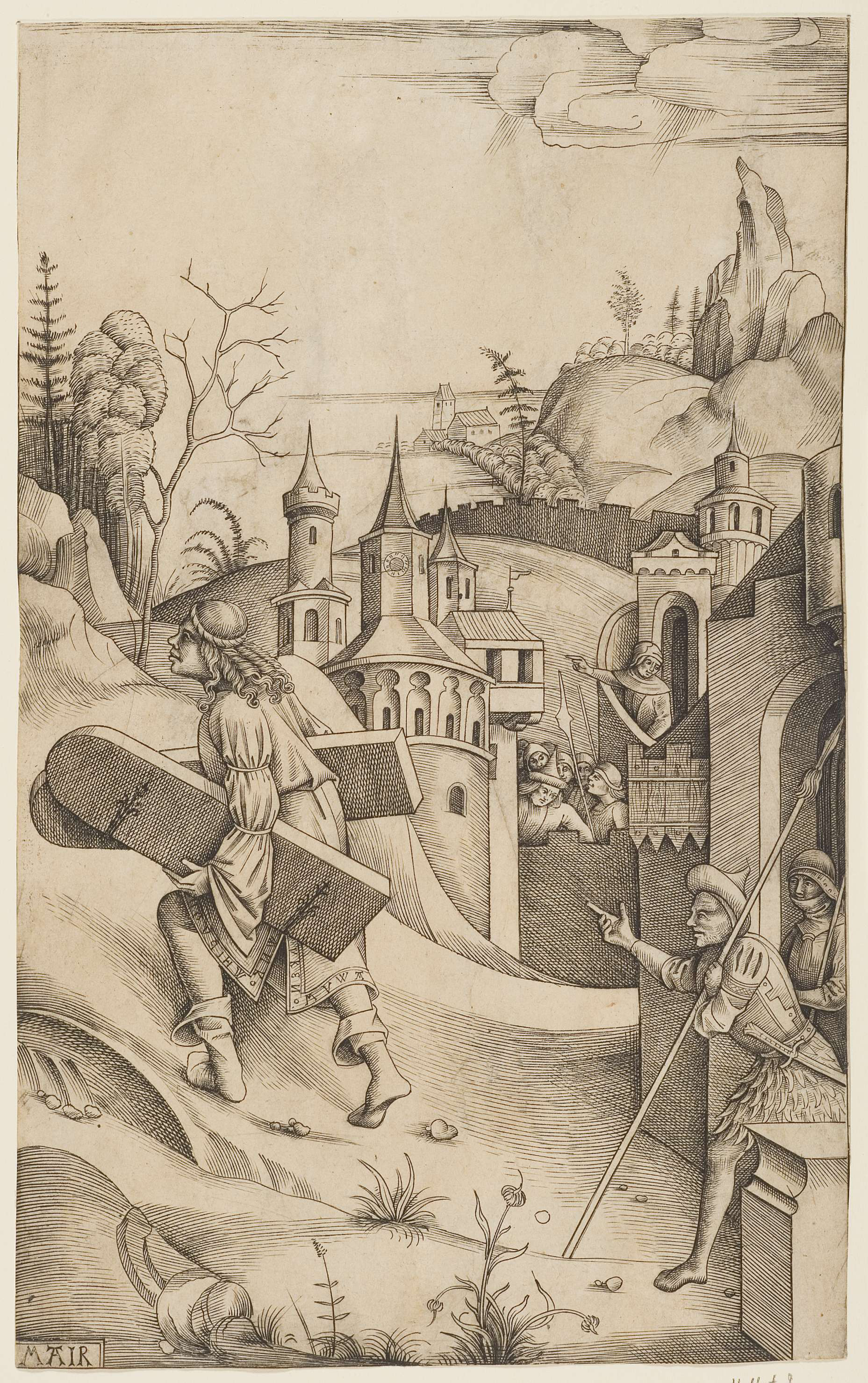
Simpson mit den Toren von Gaza Mair von Landshut (Kupferstich)

Hans Mair, auch Mayr oder Mair von Landshut, war ein vermutlich aus Augsburg stammender Maler und Kupferstecher, der um 1480 in Landshut und später in Bamberg und in Freising arbeitete.

## Leben und Wirken
Hans Mair stammte vermutlich aus einer Ausburger Familie und erhielt dort um 1470/75 eine Ausbildung als Maler. Um 1480 trat er in eine Malerwerkstätte ein, bei der es sich vielleicht um die des Jörg Breu in Landshut handelte, der auch als Meister von Bayrisch St. Wolfgang bezeichnet wird. Der in Landshut tätige Seidensticker und Verleger Hans Wurm erstellte nach Mairs Entwürfen ein Bild der Anna selbdritt und kopierte es. Dies spricht dafür, dass Mair tatsächlich in Landshut arbeitete. Außerdem erstellte Wurm die Druckformen für Mairs Holzschnitte. Beim Tod Breus um 1485/90 zog Mair nach Bamberg, um in der Werkstatt des Wolfgang Katzheimer zu arbeiten. Später arbeitete er vermutlich in Freising.
Das Stadtgerichtsbuch von Augsburg nennt ihn im Jahr 1497. Gemäß diesem Eintrag soll Anna Holbein, die Mutter von Hans Holbein dem Älteren, seine Schwester gewesen sein. Angeblich handelte es sich bei ihm um einen Kupferstecher namens Mair, dessen Vorname nicht bekannt ist und der den Stich „Die Todesstunde“ anfertigte, in dem das Stadtwappen von Landshut zu sehen ist. In der Literatur wird er daher „Mair von Landshut“ genannt, allerdings ist er in den Landshuter Archiven nicht zu finden ist.
Für die Annahme, dass Mair als Maler in Freising tätig war, gibt es drei Anhaltspunkte:
- Eine 1495 geschaffene Passionstafel der Freisinger Domsakristei hat farbig behandelte Stiche, die von einem Maler gestaltet sein könnten. Die gemalte Architektur ähnelt hingegen den Stichen und Holztafeln, die Mair schuf.
- Jan Polack gestaltete ab ungefähr 1492 einen Hochaltar für die Sankt Peterkirche. Zwei Tafeln des Altars erinnern an Mairs Stil.
- Der Freisinger Maler Mair aus dem Jahr 1490 arbeitete nicht selbstständig und musste daher keine Steuern zahlen.

Während sich die Tafeln in Freising und zwei Flügelbilder in München stilistisch deutlich voneinander unterscheiden, sind in Mairs Stil ausgeführte Architekturwiedergaben im Freisinger und Landshuter Umland, bspw. in der Sankt-Wolfgang-Kirche, und in Regensburger Gemälden zu finden.

## Werke
Von Mair existieren heute 22 Kupferstiche, von denen 21 den Namen „Mair“ nennen sowie drei Holzschnitte, die seine Signatur aufweisen. Darüber hinaus gibt es mehrere Zeichnungen, davon zwei signierte. Die Gemälde, bei denen er aufgrund der Motive als Schöpfer gilt, sind alle ebenso nicht signiert wie eine Kalksteinplatte, die eine in braunen Farbtönen dargestellte Passion Christi zeigt. Neun seiner Stiche und zwei Holzschnitte datieren auf das Jahr 1499. Von den ihm zugeschriebenen Zeichnungen wird für die Tafel aus Freising das Jahr 1495 genannt, für den Simon Zelotes das Jahr 1496 und für eine Zeichnung des Johannes das Jahr 1498. Es existiert darüber hinaus die Zeichnung einer stehenden Maria aus dem Jahr 1504, deren Zuschreibung aber korrekterweise widerrufen wurde.
Mair gelangte als vermutlich erster Kupferstecher Altbayerns zu Bedeutung. Er könnte sein, dass ihn hierzu Albrecht Dürer inspirierte, der ab 1495 Kupferstiche schuf. Es ist deutlich zu erkennen, dass er die Kupferstichtradition des Ober- und Mittelrheins aufgriff. Bei vielen seiner Arbeiten übernahm er den Stil von Meister E. S. So gab er Räume in perspektivisch sperriger Projektion wieder und arbeitete bei der auflockernden Gestaltung von Bauteilen mit kleinen, lebendig wirkenden Figuren.
In seinem Stich „Junge Frau und junger Mann“ ließ sich Mair vom Meister des Hausbuches inspirieren. Viele seiner Stiche zeichnen sich die farbige Behandlung des Papiers aus, die auf Techniken der Handzeichnungen zurückging. Er färbte das Papier stark ein und ergänzte nach dem Plattenabdruck Lichterhöhungen, deren Positionen er bereits in der Druckplatte vorsah. Dies führte dazu, dass jeder Stich ein Unikat darstellte. Wie Wasserzeichen zeigen, entstanden Abdrucke der Platten auf nicht bemaltem Papier mitunter erst später.
Mair erstellte drei erwähnenswerte Bilder, die Szenen des Alten Testaments zeigen. „David und Goliath“, „Simson und die Stadttore von Gaza“ und „Simson und Dalila“ sind die einzigen gestochenen Darstellungen des 15. Jahrhunderts, die heute noch existieren. Kritiker lobten darüber hinaus seit langer Zeit den Stich „Der Schuß auf den toten Vater“, der auf die Gesta Romanorum zurückgeht.